# Jack (babbuino)
Jack è stato un babbuino nero che nel XIX secolo lavorò come assistente del controllore del traffico ferroviario James Wide, in Sudafrica. Era regolarmente assunto e per il suo lavoro riceveva una paga di 20 centesimi al giorno e mezza bottiglia di birra alla settimana.

## Storia

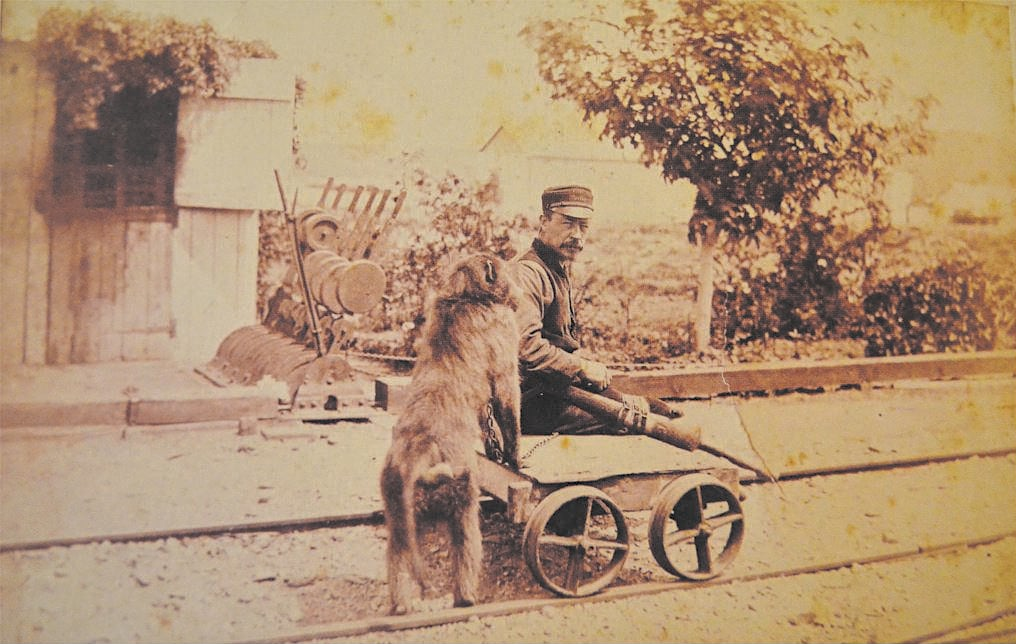
Jack e il suo proprietario James Wide

Negli ultimi decenni del XIX secolo, James Wide lavorava come controllore del traffico ferroviario alla stazione di Uitenhage, in Sudafrica, lungo la linea Cape Town-Port Elizabeth. Tra le sue mansioni, azionare le leve che comandavano gli scambi e aprire il deposito del carbone ai macchinisti che avessero bisogno di rifornimento. Era soprannominato Jumper per la sua abilità nel balzare da un vagone ferroviario all'altro. Tuttavia un giorno, in uno di questi suoi salti, cadde su un binario e le ruote di un treno gli amputarono entrambe le gambe all'altezza del ginocchio.

Per deambulare Wide si costruì allora due protesi in legno e un carrello, ma in tali condizioni percorrere il tragitto da casa alla stazione e raggiungere le leve degli scambi era divenuto assai difficile. Un giorno, visitando un mercato locale, vide un babbuino guidare un carro trainato da buoi e fu impressionato dall'intelligenza dell'animale. Riuscì perciò a convincere il proprietario a venderglielo, decise di chiamarlo Jack e lo addestrò a spingere il suo carrello e a svolgere altre mansioni domestiche.

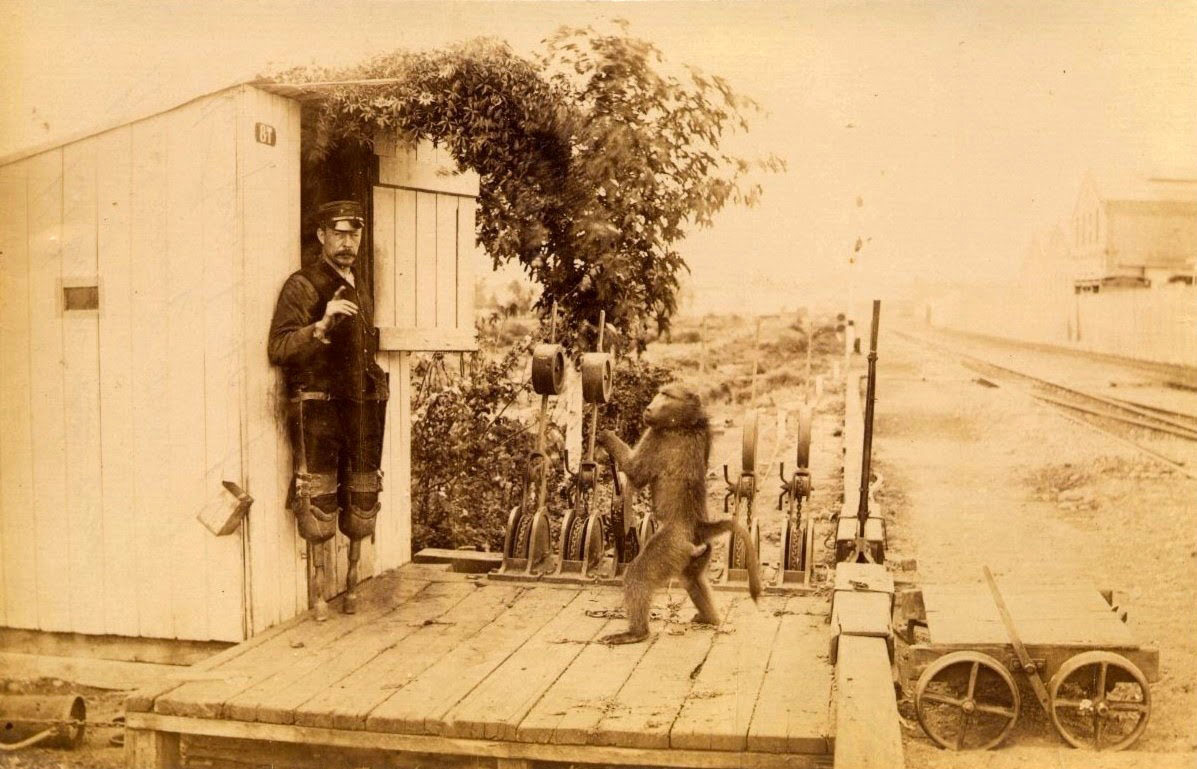
Jack alla stazione insieme a James Wide

Jack si affezionò presto al suo nuovo proprietario e imparò non solo a spingere il carrello di Wide da casa alla stazione, distante circa mezzo miglio, e a tenere lontani ospiti indesiderati gridando e mostrando i denti, ma anche a spazzare i pavimenti, a portare fuori l'immondizia e persino ad assistere WIde con gli scambi: i macchinisti dei treni in arrivo alla stazione usavano un fischietto per segnalare su quale binario avrebbero dovuto essere indirizzati e Wide manovrava di conseguenza le leve degli scambi; Jack, imitando i gesti del proprietario, imparò ad associare il numero dei fischi alla specifica leva e a manovrarla.

Un macchinista che emettesse quattro fischi segnalava invece la necessità di rifornirsi di carbone: Wide consegnava allora la chiave del deposito a Jack il quale a sua volta la portava al macchinista e a fine lavoro la riportava indietro. Secondo il libro Railway Signal: Or, Lights Along the Line, Volume 28 (1908), la scimmia era così bene addestrata da essere in grado di svolgere questi compiti in completa autonomia, mentre Wide restava seduto nel suo ufficio.

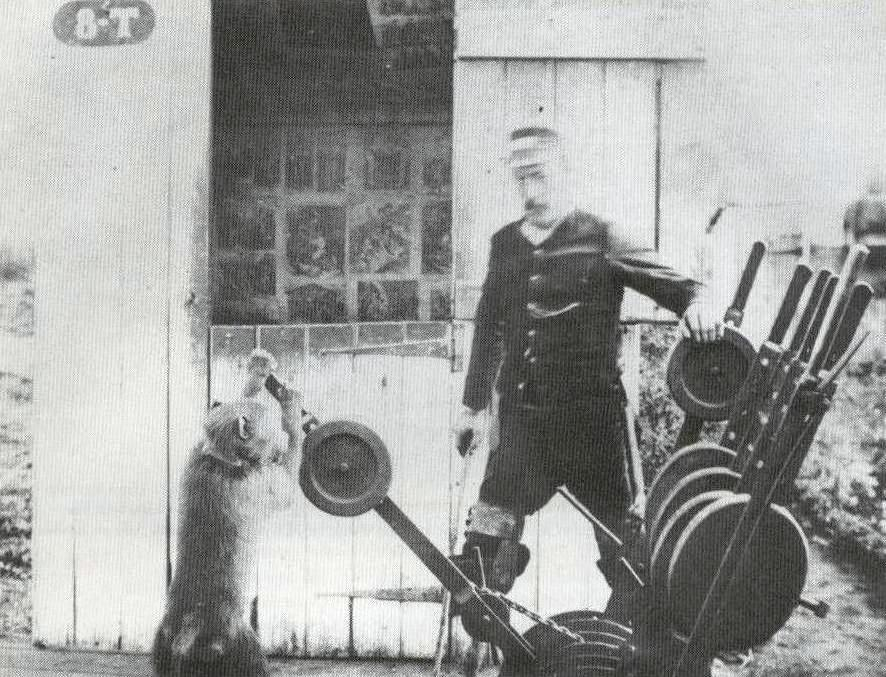
Jack mentre manovra gli scambi

Un giorno la passeggera di un treno in transito alla stazione notò Jack che manovrava gli scambi e denunciò il fatto alle ferrovie di Port Elizabeth. I gestori della linea ferroviaria ignoravano che Wide impiegasse un babbuino come assistente e furono sul punto di licenziare il controllore, ma questi convinse i suoi datori di lavoro a mettere alla prova le capacità dell'animale. Un macchinista usò quindi il fischietto per indicare a Jack quali scambi e segnali dovesse cambiare, e la scimmia eseguì perfettamente tutti i comandi, guardando anche in direzione del treno in avvicinamento per assicurarsi di aver azionato le leve corrette.
I gestori della ferrovia furono così impressionati dal risultato, nonché dall'affetto di Jack verso Wide, che non solo permisero all'uomo di continuare ad avvalersi dell'aiuto del primate, ma assunsero a tutti gli effetti Jack come impiegato delle ferrovie, con tanto di numero di matricola e stipendio di 20 centesimi al giorno, più mezza bottiglia di birra alla settimana.
Jack lavorò per le ferrovie sudafricane per nove anni, senza mai commettere un solo errore. Morì nel 1890 dopo avere contratto una tubercolosi, con grande dolore di Wide che comprensibillmente gli era molto affezionato. Il suo teschio è esposto all'Albany Museum di Makhanda.